# Innokentij (Smirnov)
Svatý Innokentij Smirnov (rodným jménem: Ilarion Dmitrijevič Smirnov; 10. června 1784, Pavlovo – 22. října 1819, Penza) byl ruský pravoslavný kněz, biskup penzenské a saratovské eparchie a rektor Teologické akademie v Sankt Petersburgu.

## Život
Narodil se 10. června (30. května (juliánský kalendář)) 1784 v Pavlově jako syn diakona. Jako dítě byl velice pokorný.
Vstoupil do Perervinského teologického semináře a jako nejlepší student byl převeden do Trojického lávrského semináře. Roku 1805 ještě před ukončením semináře byl jmenován učitelem gramatiky a později vyučoval poezii. V této době se stal katechetou. Od roku 1809 se v semináři zabýval filosofií a byl jmenován prefektem.
Dne 25. října (13. října) 1809 byl v Trojicko-sergijevské lávře postřižen metropolitou Platonem (Levšinem) na monacha a o den později byl vysvěcen na hierodiakona a poté na hieromonacha. Dne 18. srpna (6. srpna) 1810 byl jmenován igumenem Nikolo-Ugrešského monastýru a 26. října (14. října) byl převeden do Znamenského monastýru v Moskvě.
Dne 3. února (22. ledna) 1812 mu bylo nabídnuto místo profesora teologie na sankt-petersburské teologické akademii a 30. srpna (11. září) stejného roku byl povýšen na archimandritu. V září 1813 se stal rektorem akademie a v letech 1813-1816 byl rektorem Svjato-Trojické Sergijevské přímořské pustyně a monastýru sv. Jiří.
Byl ustanoven biskupem Orenburgu ale kvůli špatnému zdravotnímu stavu se stal biskupem Penzy. Biskupské svěcení přijal 14. března (2. března) 1819.
V srpnu 1819 těžce onemocněl a 22. října (10. října) požádala o Svátost nemocných a ve stejný den zemřel. Pohřeb se konal 25. října (13. října) 1819.
V srpnu 2000 byl Ruskou pravoslavnou církví svatořečen. Jeho ostatky jsou uloženy v Uspenském soboru v Penze.